# Liste der Naturdenkmale in Tengen
| Naturdenkmale | Anzahl |
| ------------- | ------ |
| FND           | 2      |
| END           | 5      |
| Gesamt        | 7      |

Die Liste der Naturdenkmale in Tengen nennt die verordneten Naturdenkmale (ND) der im baden-württembergischen Landkreis Konstanz liegenden Gemeinde Tengen. In Tengen gibt es insgesamt sieben als Naturdenkmal geschützte Objekte, davon zwei flächenhafte Naturdenkmale (FND) und fünf Einzelgebilde-Naturdenkmale (END).
Stand: 30. Dezember 2022.

## Flächenhafte Naturdenkmale (FND)
| Name                         | Bild | Kennung     | Einzelheiten | Position | Fläche Hektar | Datum         |
| ---------------------------- | ---- | ----------- | --- | -------- | ------------- | ------------- |
| Steinbruch Hutzeln           |      | 83350800007 | Tengen Aufgelassener Steinbruch zwischen Tengen und Blumenfeld, nördlich der B314. Neben Baumbewuchs finden sich mehrere Tümpel. Unmittelbar westlich grenzt heute eine Biogasanlage an das Gelände. OSM-Link zur Kartendarstellung: „Steinbruch Hutzeln“ | ⊙        | 1,4           | 27. Juni 1986 |
| Feuchtgebiet Schlatter Seele |      | 83350800008 | Tengen Kleines Feuchtgebiet südlich von Büßlingen, unmittelbar an der Grenze zur Schweiz. OSM-Link zur Kartendarstellung: „Feuchtgebiet Schlatter Seele“                                                                                                  | ⊙        | 0,2           | 27. Juli 1990 |
| Legende für Naturdenkmal     |      |             | |          |               |               |

## Einzelgebilde (END)
| Name                            | Bild | Kennung     | Einzelheiten | Position | Fläche Hektar | Datum          |
| ------------------------------- | ---- | ----------- | --- | -------- | ------------- | -------------- |
| 1 Sommerlinde                   |      | 83350800001 | Tengen Sommerlinde in der Ortsmitte von Tengen direkt westlich neben der Marktstraße. Pflanzjahr: ca. 1895 Stammumfang: 2,85 m OSM-Link zur Kartendarstellung: Sommerlinde in der Ortsmitte von Tengen | ⊙        | 0,0           | Format invalid |
| 1 Sommerlinde                   |      | 83350800002 | Tengen Sommerlinde am südlichen Ortsrand von Tengen unweit des Burgfrieds. Pflanzjahr: ca. 1905 Stammumfang: 2,40 m OSM-Link zur Kartendarstellung: Sommerlinde am südlichen Ortsrand von Tegen | ⊙        | 0,0           | Format invalid |
| 1 Sommerlinde („Gerichtslinde“) |      | 83350800003 | Tengen Alte Sommerlinde nördlich von Tengen, am „Tengener Eck“. Der beeindruckende Baum steht direkt westlich neben der Kreisstraße 5924. Laut einer örtlichen Ausschilderung sollen hier im Mittelalter die jährlichen „Tengener Gerichtstage“ unter der Gerichtslinde stattgefunden haben. Pflanzjahr: ca. 1575–1675 Stammumfang: 3,85 m OSM-Link zur Kartendarstellung: „Gerichtslinde“ nördlich von Tengen | ⊙        | 0,0           | Format invalid |
| Baumgruppe: 3 Sommerlinden      |      | 83350800005 | Tengen Baumgruppe aus 3 Sommerlinden südöstlich von Büßlingen. Die Bäume bilden zusammen mit einem Wegekreuz einen markanten Ort. Pflanzjahr: ca. 1775–1855 Stammumfänge: 4,35 m, 3,45 m, 3,25 m OSM-Link zur Kartendarstellung: Eine der Sommerlinden südöstlich von Büßlingen | ⊙        | 0,0           | Format invalid |
| 1 Sielibirnbaum                 |      | 83350800006 | Tengen | ⊙        | 0,0           | Format invalid |
| Legende für Naturdenkmal        |      |             | |          |               |                |

## Belege
1. ↑  Messung 2018-03-27 in h=1,30 m bei Hangmitte
2. ↑  Messung 2018-03-27 in h=1,30 m
3. ↑  Messung 2018-03-27 in h=1,30 m am Hauptstamm
4. ↑  Messungen 2018-03-28 in h=1,30 m bei Hangmitte

- Karte mit allen Koordinaten:
- OSM |
- WikiMap